# H to He, who am the only one
H to He, who am the only one is het derde studioalbum van Van der Graaf Generator.

## Opnameperiode
Tijdens de opnames van The least we can do is wave to each other stapte bassist Nic Potter op. De band ging aanvankelijk op zoek naar een vervanger, maar besloot daarvan af te zien; in plaats van basgitaar zou toetsenist Banton voortaan de baspartijen op de baspedalen spelen. H to He, who am the only one werd verspreid over 1970 opgenomen in de Trident Studios; muziekproducent was aldoor John Anthony, als geluidstechnicus trad hier en daar David Hentschel op. Om de gitaarpartij in The emperor in his war-room te spelen werd Robert Fripp van King Crimson uitgenodigd. Het verhaal gaat (aldus Jackson) dat hij naar de basistrack luisterde en vervolgens gewoon met koptelefoon op ging spelen. Zijn bijdrage was na twee takes klaar.

## Musici
- Peter Hammill – zang, akoestische gitaar, piano op House with no door
- David Jackson – altsaxofoon, tenorsaxofoon, baritonsaxofoon, dwarsfluit, zang en allerlei toevoegingen
- Hugh Banton – toetsinstrumenten, zang, basgitaar op House with no door en Pioneers over c
- Guy Evans – drumstel, percussie
- Nic Potter – basgitaar op Killer, The emperor in his war room, Lost
- Robert Fripp – gitaar op The emperor in his war room

## Muziek
| Nr. | Titel                                                               | Duur |
| --- | ------------------------------------------------------------------- | ---- |
| 1.  | Killer (Hammill, Chris Judge Smith, Banton)                         | 8:24 |
| 2.  | House with no door (Hammill)                                        | 6:37 |
| 3.  | The emperor in his war room (1: The emperor; 2: The room) (Hammill) | 8:15 |

| Nr. | Titel                                                                | Duur  |
| --- | -------------------------------------------------------------------- | ----- |
| 1.  | Lost (1: The dance in sand and sea; 2: The dance in frost) (Hammill) | 11:17 |
| 2.  | (The) Pioneers over c (Hammill, Jackson)                             | 12:42 |

Bij heruitgaven op compact disc werden tracks aangevuld met Squid/Octopus (15:24) en de eerste opname van The emperor in his war room (8:50).

## Titel
Het gedeelte H to He in de titel verwijst naar de samensmelting van twee waterstofmoleculen tot één helium-4molecuul, een exotherme reactie in het heelal.

## Ontvangst in Groot-Brittannië
Het album kwam niet op de Britse albumlijsten, in tegenstelling tot het album The least we can do is wave to each other. Men nam aan dat dit werd veroorzaakt door het ontbreken van singlemateriaal, alhoewel de band nog een poging deed om Killer op single uit te brengen, maar die poging strandde.

## Ontvangst in Nederland
Jip Golsteijn (en Berry Zand) hield een ongemakkelijk gevoel over aan plaat en optreden in onder andere Paradiso. Het Limburgs Dagblad noemde het in 1975 het een hoogtepunt. OOR's Pop-encyclopedie (versie 1979) volhardde in hun mening: macabere vreugdeloosheid en existentiële eenzaamheid. Liefhebbers van progressieve rock waardeerden op Progarchives het album met 4,32 uit 5 bij 1689 stemmen.

## Hoes
De hoes van het album is ontworpen door Paul Whitehead, die later nog een albumhoes voor Van der Graaf Generator zou ontwerpen. Voor H to He, who am the only one gebruikte hij een reeds bestaand werk getiteld Birthday, met daarop afgebeeld een ruimtereiziger die via een lichtstraal is verbonden met Londen.